# Holograf
Holograf er en rumænsk musikgruppe, som primært spiller rock- og popmusik. Forsangeren i gruppen har siden 1985 været Dan Bittman.